# BINAP
بی آی ان ای پی (به انگلیسی: BINAP) با فرمول شیمیایی C44H32P2 یک ترکیب شیمیایی است. که جرم مولی آن ۶۲۲٫۶۷ گرم بر مول می‌باشد. شکل ظاهری این ترکیب، جامد بی رنگ است.
BINAP  (2,2′-bis(diphenylphosphino)-1,1′-binaphthyl) یک ارگانوفسفر(ترکیب آلی فسفر) است. این لیگاند دو فسفر کایرال به طور گسترده ای در سنتز نامتقارن استفاده می شود. این شامل یک جفت از گروه های 2-diphenylphosphinonaphthyl که در موقعیت های 1 و 1 'با هم مرتبط هستند. این چرخش C2 فاقد یک اتم استروژنیک است ، اما به دلیل وجود یک کایرال استوایی ناشی از چرخش محدود (Atropisomers) است. به علت وجود فشار زاویه ایی مانع راسمیک شدن می شود، که چرخش در پیوند ساده حلقه های نفتیل را محدود می کند. زاویه دو طرف هرم بین گروه های نفتیل تقریباً 90 درجه است. زاویه طبیعی بین دو سمت باید 93 درجه باشد.